# Lijst van namen en zaken uit de boeken van In de ban van de ring
Dit is een lijst van namen en zaken uit de boeken van In de ban van de ring.

## A
Adelaars> Gwaihir/Landroval/Meneldor
Aglarondglinsterende grotten bij de Helmsdiepte.
AmanOnsterfelijke Landen; in de zee ten westen van Numenor.
Amon Din
- berg ten noorden van Minas Ithil, met vuurbaken ter waarschuwing van Rohan;
- andere op de Eilenach, Nardol, Erelas, Min-Rimmon, Calenhad, en Halifirien.

Amon Henheuvel van het gehoor, bij Tol Brandir, ten westen van de Anduin.
Amon Lhawheuvel van het gezicht, bij Tol Brandir, ten oosten van de Anduin.
Amon Sûlwachttoren op de Weertop, bezat palantír.
Amroth
- elfenkoning; vertrok met Nimrodel uit Lóriën bij ontwaken Balrog.
- prinsdom aan de golf van Belafas.

Anárionzoon van Elendil, broer van Isildur; koning in Minas Anor, stamvader der koningen van Gondor.
Anduingrensrivier tussen Eriador en Rhovanion/Wilderland; vanaf de Grijze Bergen naar zee.
AndúrilVlam van het Westen; de in Edoras herstelde Narsil.
AnfalasLangstrand; aan de zee ten zuiden van de Groene Heuvels; streek van herders.
Angborheer van Pelargir aan de Anduin; vecht in Slag bij de Morannon.
Angmar
- landstreek onder de noordwestelijke uitloper van het Nevelgebergte;
- woonplaats van de Heer der Nazgûl na de Slag van Dagorlad.

AnórienZonneland; landstreek in Gondor, ten noorden van de Witte Bergen.
Annúminashoofdstad van het koninkrijk Arnor; bij het Nenuialmeer, ten noordwesten van de Gouw.
Aragorn
- ook Stapper, zoon van Arathorn, afstammeling van Isildur, erfgenaam der Dúnedain, één der Dolers;
- huwt Arwen Undómiel; herstelt als Elessar het koninkrijk Arnor & Gondor.

Arglosspeer van Gil-Galad in de Slag van Dagorlad.
ArgonathPilaren der Koningen in de Anduin, bij het meer Nen Hitoel.
Arnornoorden van Koninkrijk Númenor op Midden-Aarde.
Arodpaard uit Rohan, bereden door Legolas.
ArwenUndómiel/Evenster; dochter van Elrond; huwt Aragorn.
athelaskoningsfoelie; geneeskrachtig kruid uit het bos van Lossarnach.

## B
Baldorzoon van Brego, kleinzoon van Eorl; stierf op het Pad der Doden.
Balinzoon van Fundin; zocht met Ori en Óin naar dwergenring; sneuvelde als Heer van Moria.
Balingshoek (Bag End)woning van Bilbo en van Frodo in de Onderheuvel, ten noorden van Hobbitstee.
Balrog
- monster uit de mijnen van Moria
- gewekt door dwergenarbeid t.t.v. Dúrin VI.

Bandobras Toek (Bullebas)
- oudoom van de Oude Toek
- versloeg orks in Slag bij Groeneveld.

Barad Dûr
- Lugbùrz/Zwarte Toren;
- burcht van Sauron in Morgul.

Baranduin
- Brandewijn/Bruine Rivier
- oostelijke grensrivier van de Gouw. [> Bruinen]

Baraz> Roodhoorn
Bardde Boogschutter
- soldaat uit Esgaroth
- doodde Smaug
- aanvoerder in Slag der Vijf Legers.

Beleriandelfenland uit de Eerste Era ten westen van Midden-Aarde; verdronken in zee.
Beorn
- beer-mens uit Noord-Wilderland
- bracht overwinning tot stand in Slag der Vijf Legers.

Beregond
- zoon van Baranor
- wachter van Minas Tirith.

Beren
- zoon van Barahir
- heroverde een Silmaril uit de kroon van Morgoth; huwde de elf Lúthien.

Bergil
- zoon van Beregond;
- vriend van Pepijn.

Berildoor Stapper gevonden op Laatste Brug over de Grijsvloed, bij tocht naar Rivendel.
Bijwater (Bywater)
- dorp in de Gouw
- woonplaats van de families Dibbes, Katoen en Buul-Balings.

Bilbo Balings (Bilbo Baggins)nam de Ring van Gollem; laat hem na aan zijn achter-achterneefje Frodo.
Blauwe BergenEred Luin, in noordwest Eriador; overblijfsel van Beleriand; woonplaats van dwergen.
Boombaard (Treebeard)oude Ent uit het woud Fangorn.
Boromiroudste zoon van Denethor; sneuvelt bij Parth Galen.
Boterbast
- > Gersteman Boterbloem (Barliman Butterbur)
- waard van herberg De Steigerende Pony in Breeg.

Brand
- kleinzoon van Bard de Boogschutter
- koning in Dal.

Brandewijn> Baranduin
Breeg (Bree)stad op weg naar Rivendel.
BruinenLuidwater; rivier bij Rivendel vanuit de Nevelbergen naar de Grijsvloed.
Bullebas> Bandobras Toek
Buul-Balings
- Otho (neef van Bilbo) en Lobelia
- kopen Balingshoek van Frodo.

## C
Cair Androseiland in de Anduin, ten noorden van Minas Tirith.
Carach Angren> Isenmonde
Caradhras> Roodhoorn
Caras Galadhonelfenstad in Lórien, op de geer/naith tussen de Anduin en de Zilverlei.
Carn Dûm
- hoofdstad van Angmar
- woonplaats van de Heer der Nazgûl, vanwaaruit Arnor is vernietigd.

Celeborn
- heer van Lothloriën
- schoonvader van Elrond.

Celebrant
- Zilverlei.
- veld tussen Anduin en Zilverlei, waar Rohan en Gondor streden tegen Oosterlingen.

Celebrimbor
- kleinzoon van Feánor
- smeder der elfenringen in Eregion.

Cerin Amrothterp met uitkijkpost in het woud Lórien; oude elfenburcht.
Círdan
- scheepstimmerman der elfen bij de Grijze Havens;
- was met Elrond schildknaap van Gil-Galad; schonk zijn elfenring aan Gandalf.

Cirion
- stadhouder van Gondor
- streed met Eorl tegen Oosterlingen bij de Celebrant.

Cirith Gorgorpas tussen de Schaduwbergen en de Asbergen, ten noordwesten van Mordor.
Cirith Ungol
- pas en burcht in de Schaduwbergen ten westen van Mordor;
- woonplaats van Shelob.

Cormallenveld in Ithilien nabij Cair Andros, waar leger bijeenkomt na Slag bij de Morannon.
crebainzwarte kraaien uit Donkerland.

## D
Dagorladniemandsland voor de Zwarte Poort van Mordor; slagveld der Grote Alliantie (2e Era).
Dáín-IIheer van de IJzerheuvels; hielp Thorin tijdens conflict over de dwergenschat;
vocht mee in de Slag der Vijf Legers; werd koning onder de Erebor.
Dalstad ten zuiden van de Erebor; woonplaats van Bard de Boogschutter c.s.
Damroden Mablung, soldaten van kapitein Faramir in Ithilien.
Déagolrivier-hobbit; vindt de Ring die Isildur bij zijn dood verloor in de Anduin.
DeemrildalAzanulbizar/Nanduhirion; dal van de Zilverlei.
Demsterwoldvoorheen Grote Groenwoud; woonplaats van boselfen (o.a.Legolas).
Denethorzoon van Ecthelion; stadhouder van Gondor, heer van Minas Tirith.
Dernhelmvermomming van Éowyn tijdens ontzet Minas Tirith.
Dervorinheer van het Ringelo-dal; vecht mee op de Pelennor.
Dieptestroomvan de Helmsdiepte naar het Westfolddal.
Dimholtekloof in de Dwimorberg, bij de ingang van de Paden der Doden.
Diorzoon van Beren en Lúthien; vader van Elwing.
Dode Moerassentussen Emyn Muil en Mordor.
DoembergOrodruin (Mount Doom); vulkaan in Mordor, smeedplaats van de Ring.
DoemravijnenSammath Naur; smeedplaats van de Ring in de Doemberg.
Dol Amrothburcht van de Prins van Amroth.
Dol Baranheideheuvel ten zuiden van de Nevelbergen; waar Pepijn kijkt in Palantír van Orthanc.
Dol Guldur
- berg in het zuiden van het Demsterwoud; waar Sauron zich terugtrok na nederlaag Dagorlad;
- oude woonplaats van Shelob.

Dolersnakomelingen van de Dúnedain.
Donkerlandten noorden van Isengard; woonplaats van Saruman-gezinde herders.
Drúadanwoud der Wosen, ten noordwesten van Minas Ithil.
Duinhirheer van het Morthond-dal; vecht met zonen Duilin en Derufin mee op de Pelennor.
DúnedainMensen uit het Westen; koningen van het eiland Númenor, later van Midden-Aarde.
Dunhargversterkte vlakte in de Witte Bergen; uitwijkpost voor Edoras.
Dúnhereheer van het Hargdal.
Durin VIkoning van de Mijnen van Moria; tijdens zijn bewind ontwaakte de Balrog.
Durins Vloek> Balrog
Durthangkasteel in Mordor, op het noorden van de Ephel Duath.
DwimorSpookberg; in de Witte Bergen bij Dunharg.
dwimorlaikvogelachtig monster, bereden door de Heer der Nazgûl tijdens Slag in de Pelennor.

## E
Eärendil
- Avondster; echtgenoot van Elwing; stamvader der half-elfen en Koningen van Númenor;
- leidde met Silmaril de edain naar Númenor.

Edainmensen uit de 1e Era in Beleriand; voorouders der Númenoranen uit de 2e Era.
Edorasburcht van de Koningen van Rohan in de Witte Bergen.
Eenzame Berg> Erebor
elanorgele bloem uit Lórien.
Elberethelfengodin.
Eldamarelfenland in Amar.
Elendil
- zoon van Amandil; nakomeling van Elros; voer bij verdwijning Númenor naar Midden-Aarde;
- streed naast Gil-Galad in Slag van Dagorlad; stichtte koninkrijken Arnor en Gondor.

Elessar
- elfsteen, groene smaragd van Eärendil; door Galadriel geschonken aan Aragorn.
- elfen- en koningsnaam voor Aragorn.

ElfenringenVilya: ring van de lucht, met blauwe steen, gedragen door Elrond.
- Nenya: ring van het water, met witte steen, gedragen door Galadriel.
- Narya: ring van het vuur, met rode steen, gedragen door Círdan, later door Gandalf.

Elfhelmmaarschalk der Rohirrim; verdedigt Edoras bij beleg Isengard; vecht op de Pelennor.
Elfsteen> Elessar
Elladanzoon van Elrond, broer van Elrohir; vecht mee op de Pelennor.
Elrohirzoon van Elrond, broer van Elladen; vecht mee op de Pelennor
Elrondzoon van Eärendil; heer van Rivendel; zet tocht tot vernietiging van de Ring in gang.
Elroszoon van Eärendil, broer van Elrond; eerste koning van Númenor.
Elwingdochter van Dior, kleindochter van Lúthien, echtgenote van Eärendil.
EmnetWest- en Oost-Emnet, landstreken van Rohan rond de Entwas.
Emyn Arnenheuvels in Ithilien, ten zuiden van Minas Ithil; zetel van Prins Faramir.
Emyn MuilWoeste Heuvels, ten oosten van de Anduin bij Sarn Gebir.
Entenherders der bomen uit Fangorn.
Entwasrivier vanuit Fangorn/Entwoud door de velden van Rohan naar de Anduin.
Éomerzoon van Éomund, 3e Maarschalk van Rohan, neefje en opvolger van koning Théoden.
éoredcompagnie der Rohirrim.
Eorl de Jonge
- temmer van Felaróf; streed met Cirion tegen Oosterlingen bij de Celebrant;
- werd daarna eerste koning van Rohan.

Eorlingennakomelingen van Eorl de Jonge; Rohirrim.
Éowynzuster van Éomer; vecht als 'Dernhelm' tijdens ontzet Minas Tirith; huwt Faramir.
Ephed LithuiAsbergen ten noorden van Mordor.
Ephel DúathSchaduwbergen ten westen van Mordor.
EreborEenzame Berg; woonplaats van dwergen; bewaarplaats der dwergenschat.
Erechhoogte met zwarte bolsteen waar de Koning der Bergen trouw zwoer aan Isildur.
Ered Luin> Blauwe Bergen
Ered Nimrais> Witte Bergen
EregionHulst, landstreek voor Poort van Moria; smeedplaats elfen-, dwergen- en mensenringen.
Eressëaelfeneiland voor de kust van Aman.
Erestorraadgever van Elrond.
Eriadorgebied tussen de Nevelbergen en de zee.
Erkenbrandvan Westfold; heer van de Hoornburg boven de Helmsdiepte.
Esgarothhouten stad in het Lange Meer bij de Erebor; verwoest door de draak Smaug.
Ethirmonding van de Anduin.
Evenster> Arwen

## F
Fangornwoud der Enten.
Faramirbroer van Boromir; guerrillaleider in Ithilien; huwt Éowyn van Rohan; wordt Prins van Ithilien.
Feánormaker van de Palantiri en de Silmarillen in de Eerste Era.
Felarófvader der paarden, bereden door Eorl de Jonge.
Fen Hollendeur naar de Rath Dinen.
Ferienveldveld op de versterking Dunharg.
Folco Boffervriend van Frodo.
Forlong de Dikkeheer van Lossarnach; sneuvelt tijdens ontzet van Minas Tirith.
Fornost Erainstad op de Noorderheuvelen; laatste woonplaats der Koningen van Númenor.
Fredegar Burger(Dikkie); vriend van Frodo; beheert Frodo's huis in Bokland.
Frodo Balings (Frodo Baggins)zoon van Drogo; ontvangt de Ring van Bilbo; brengt hem in de Doemberg in Mordor.

## G
Gabber (Gaffer)> Ham Gewissies
Galadrielvrouwe van Lothlórien; schoonmoeder van Elrond.
Galadrimboom-elfen uit Lothlórien.
Galdorelf uit de Grijze Havens: aanwezig tijdens Raad van Elrond.
galenaswestmanskruid/pijpkruid: afkomstig uit Númenor; in Gondor en in de Zuider-Gouw.
Gamlingde Oude; kapitein op de Hoornburg.
Gandalf de Grijze
- brein achter het vernietigen van de Ring; komt om in afgrond van Moria;
- keert terug als Gandalf de Witte / Witte Ruiter.

Gersteman BoterbloemGersteman (Barliman Butterbur); waard van herberg De Steigerende Pony in Breeg.
Ghân-buri-Ghânhoofd der Wosen in het Druadenwoud.
Gildor Inglorionboself uit het Houtenend in de Gouw.
Gil-GaladSterrelicht:
- de laatste der elfenkoningen, streed naast Elendil in Slag van Dagorlad;
- eigenaar van de speer Arglos.

Gimlizoon van Glóin; vergezelt Frodo vanaf Rivendel totaan Parth Galen;
strijdt naast Legolas tijdens beleg Helmsdiepte.
Glamdringelfenzwaard van Gandalf.
Gléowineminstreel van Théoden van Rohan.
Glóindwerg uit de Erebor; zocht met Thorin naar dwergenschat; vocht in Slag der Vijf Legers.
Glorfindelelfenstrijder uit Rivendel.
Golasgilheer van Anfalas; vecht mee op de Pelennor.
Gollem (Gollum)> Sméagol: > kreeg de ring nadat die in de rivier was gevallen
Gondolinverborgen stad achter de zeeën; geboorteplek van Eärendil.
Gondorzuiden van Koninkrijk Numenor op Midden-Aarde.
Gorbadocgrootvader van Frodo uit Bokland; voedde hem op toen zijn ouders waren verdronken.
Gorhendad Oubokstamvander der Brandebokken; stichter van de Brandeburcht in Bokland.
Gorbag en Shagratorks uit de Cirith Ungol.
Gorgorothvlakte in Mordor.
gorgûnnaam van de Wosen voor de orks.
Gothmoggouverneur van Minas Morgul; vecht op de Pelennor.
Goudbezie (Goldberry)Dochter der Rivier; vrouwe van het Oude Woud.
Gouw (Shire)woonplaats der Hobbits.
Grafheuvelslaatste bolwerk van de Dúnedain in Eriador.
GrijsvloedGrauwel/Mitheithel; vanuit de Reuzenheide door Oost-Eriador naar zee.
Grijze HavensMithlond; aan de Golf van Lune; vertrekpunt van elfenschepen naar Aman.
Gríma Slangtong (Grima Wormtongue)zoon van Gálmód; raadgever van Théoden van Rohan; knecht van Saruman.
Grimboldheer vh.Grimdal in Westfold, kapitein der Rohirrim; vecht bij Isen; sneuvelt op Pelennor.
Grishnáckork-kapitein in Parth Galen.
Groene Heuvelsin het zuidwesten van Gondor, tussen de Witte Bergen en Anfalas.
Guthláfvaanderig van Théoden van Rohan.
Guthwinëzwaard van Éomer van Rohan.
Gwaihir
- Windheer; ontvoert Gandalf uit Orthanc en pikt hem op van de Zilvertijn;
- haalt met Landroval en Meneldor Frodo en Sam uit Mordor.

## H
Halbaraddoler uit Eriador; trekt met Aragorn door Poort der Doden; sneuvelt op de Pelennor.
Haldirboomelf uit Lórien.
Ham "De Gabber" Gewissies (Ham "The Gaffer" Gamgee)vader van Sam; tuinman.
Hámadeurwachter van Théoden van Rohan; sterft in de Helmsdiepte.
Harad(waith)Zuiderland; woonplaats der Haradrim.
Hargdalin de Witte Bergen, van Dunharg naar Edoras.
Harlondhaven van Minas Tirith, ten zuiden van de stad.
Harry Geitebladpoortwachter in Breeg.
Hasufelpaard uit Rohan, bereden door Aragorn.
Helm Hamerhandnegende koning van Rohan; naamgever van de Helmsdiepte.
Helmsdiepte (Helms Deep)ravijn in de Witte Bergen, aan de voet van de Thrihyrne.
Henneth Annûn
- Venster der Zonsondergang; grot onder waterval in Noord-Ithilien, bij Cair Andros;
- schuilplaats van Faramirs guerrillastrijders.

Herbergen
- Het Klimopbosje tussen Hobbitstee en Bijwater.
- De Groene Draak in Bijwater.
- De Gouden Baars in Stok.
- De Steigerende Pony in Breeg.

Herugrimzwaard van Théoden van Rohan.
Hirgonkoerier van Gondor; rijdt naar Rohan met rode pijl.
Hirluin de Schoneheer van Pinnath Gelin op de Groene Heuvels; sneuvelt op de Pelennor.
hithlainzilvergrijs elfentouw.
Hobbitstee (Hobbiton)dorp in de Gouw; woonplaats van de families Balings, Gewissies en Roothooft.
Hoge Haagafbakening rondom het oosten van Bokland.
Hoornburgbastion boven de Helmsdiepte, burcht van Erkenbrand.
Houtenendwoud in de Gouw; woonplaats van boselfen.
Huis der Dodengrafkamers van de vorsten van Gondor in de Mindolluin.
Huornsbomenleger bij Isengard en bij de Helmsdiepte.
Hulst> Eregion
Húrinsleutelbewaarder; commandant in Minas Tirith.

## I
IJzerheuvensin Wilderland, ten oosten van het Demsterwold; woonplaats van dwergen.
Imladris> Rivendel
Imlad Morgulvallei rond de burcht Minas Morgul.
immerdenkbloem uit Edoras.
Imrahilprins van Amroth in Belafas; commandant tijdens de Slag in de Pelennor.
Iorethverpleegster in de Huizen van Genezing in Minas Tirith.
Isenrivier vanuit de Nevelbergen bij Isengard door de Slenk van Rohan naar zee.
Isengardwoonplaats van Saruman ten zuiden van de Nevelbergen.
IsenmondeCarach Angren; kloof tussen As- en Schaduwbergen, ten zuiden van de Udûn-vlakte
Isildur
- zoon van Elendil, broer van Anárion; koning in Minas Ithil, stamvader der koningen van Arnor;
- ontnam de Ring aan Sauron in Slag Dagorlad; verloor deze bij dood in Lissevelden.

ithildinsterremaan; metaal uit Moria, dat na spreuk bij sterre/maanlicht zichtbaar wordt.
Ithilienheuvelland tussen de Anduin en Mordor.

## J
joelenjuwelen der dwergen.

## K
Khazad-dûm> Moria
Kheled-zâram> Spiegelmeer
Khuzduldwergentaal.
Kibil-nâla> Zilverlei
Kijtbosbij Breeg.
Krikholplaats in Bokland waar Frodo een huis koopt.
Kristalflesjemet licht van de Silmaril; geschenk van Galadriel aan Frodo.

## L
Lamedonvlakte rond de Kiril en de Ringelo, ten zuiden van de Witte Bergen.
LandrovalWijdgevleugelde; haalt met Gwaihir en Meneldor Frodo en Sam uit Mordor.
Lange Meerin Widerland; samenvloeiing Woudrivier en Celduin, met daarin de stad Esagaroth.
Lebenninlandstreek tussen de Witte Bergen en de Anduin-delta.
lebethronboom uit Ithilien; houtsoort waarvan wandelstokken voor Frodo en Sam zijn gemaakt.
Legolas Groenblad
- zoon van Thranduil; vergezelt Frodo vanaf Rivendel totaan Parth Galen;
- strijdt naast Gimli in de Helmsdiepte.

lembaselfenbrood.
Lhûn/Lunevan de Blauwe Bergen naar zee; grens tussen elfenrijk Lindon en koninkrijk Arnor.
Lisseveldenmoeras langs de Anduin waar Isildur omkwam en de Ring verloor.
lithemidzomer.
LórienLothlórien/Laurelindórinan/Dwimordene/Gouden Woud; woonplaats van boomelfen.
Lossarnachvruchtbare streek ten zuiden van Minas Ithil; vindplaats van athelas.
Lothozoon van Otho en Lobelia Buul-Balings; collaborator van ‘Sjappie’ (Saruman).
Lugbùrz> Barad Dûr
Luidwater> Bruinen
Lúthien Tinúvieldochter van Thingol, grootmoeder van Elwing; huwde Beren en werd sterfelijk.

## M
Mablungen Damrod, soldaten van kapitein Faramir in Ithilien.
mallornsmellryn; bomen met zilveren stammen, gele bloesems en gouden bladeren uit Lórien.
mathomsnutteloze voorwerpen der Hobbits, bijeengebracht in het Mathomhuis in Grotedelft.
mazarbulkronieken der dwergen; bewaard in de Kamer der Mazarbul in Moria.
mearaspaardenras uit Rohan.
Meduseldpaleis in Edoras.
Meneldilzoon van Anárion; koning van Gondor.
MeneldorHemelbestormer(?); haalt met Gwaihir en Landroval Frodo en Sam uit Mordor.
Merethrondfeestzaal in Minas Tirith.
Meriadoc "Merijn" Brandebok
- zoon van Paladijn, neef van Pepijn, vriend en achterneefje van Frodo;
- schildknaap van Théoden van Rohan.

Methedraszuidelijke piek van de Nevelbergen, bij het woud Fangorn.
Merijn Brandebok>Meriadoc
Midden-Aardegebied ten oosten van het voormalige Beleriand.
Minas Anor
- Toren van de Ondergaande Zon; westelijke burcht van Gondor, zetel van Anárion;
- > Minas Tirith.

Minas Ithil
- Toren van de Wassende Maan; oostelijke burcht van Gondor, zetel van Isildur;
- > Minas Morgul.

Minas MorgulToren der Tovenarij, westelijke burcht van Mordor; voorheen: Minas Ithil.
Minas TirithToren der Waakzaamheid; westelijke burcht van Gondor; voorheen: Minas Anor.
Mindolluinberg achter Minas Tirith.
Mithlond> Grijze Havens
Mithrandirelfennaam voor Gandalf.
mithrilzilvermetaal uit de mijnen van Moria.
MorannonZwarte Poort van Mordor.
Mordorland ten oosten van Gondor; woonplaats van Sauron.
MorgothGrote Vijand uit alle Era's; heer van Sauron.
MoriaKhazad-dûm; dwergengrot in de Nevelbergen; vindplaats van mithril; woonplaats der Balrog.
MorthondZwartwortel; rivier uit de Witte Bergen, vanaf de Sterkhorn naar zee.
mûmakilmammoeten uit Harad.
Mundburgnaam der Roherrim voor Minas Tirith.

## N
Nan Curunírvallei in de Nevelbergen bij Isengard.
Narsilzwaard van Elendil dat brak in de Slag van Dagorlad; geërfd door Aragorn; hersmeed tot Andúril.
NazgûlZwarte Ruiters; negen koningen (drie uit Númenor), tot geesten vervaagd door ringen van Sauron.
Nen Hitoelmeer in de Anduin bij Tol Brandir.
NevelbergenHitgaiglin; bergketen ten westen van de Anduin.
NimlothWitte Boom uit Númenor; door Isildur geplant in Minas Tirith; herplant door Elessar.
Nimrodel
- elfenkoningin; vertrok met Amroth uit Lóriën bij ontwaken Balrog.
- rivier uit de Nevelbergen, door de bossen van Lorien naar de Zilverlei.

NindalfWetwang; moerasdelta van de Entwas in de Anduin.
niphredillichte bloem uit Lórien.
Nob en Bobhobbit-knechten van Gersteman Boterbast.
Norburgburcht in Fornost van de koningen van Arnor.
Númenor
- Westenisse; vijfpuntig eiland in de zee ten westen van Midden-Aarde in de 2e Era;
- verdronken bij poging om Aman te bereken.

Núrnenmeer in Mordor met bitter water.

## O
Onderhil (Underhill)schuilnaam voor Frodo.
Orcristelfenzwaard van Thorín Eikenschild.
orkssoldaten van Sauron.
Orodruin> Doemberg
Orthancburcht van Saruman in Isengard.
OsgiliathBurcht der Sterren; burcht van Gondor in de Anduin; verwoest door Sauron.
Oude ToekGerontius, werd 130 jaar; oudste Hobbit tot aan Bilbo.
Oude Woudten oosten van Bokland; woonplaats van boosaardige bomen en van Bombadil.

## P
Paarden
- Arod (vr.Legolas & Gimli), Hasufel (vr.Aragorn), Roheryn (van Aragorn);
- Felaróf (van Eorl), Schaduwvacht (van Gandalf), Sneeuwmaan (van Théoden),
- Vuurvoet (van Éomer), Windfola (van Dernhelm/Éowyn).

Paden der Dodenvanaf de Dimholte door de Dwimorberg naar de bronnen van de Morthond.
Palantíri
- kristallen bollen, gemaakt door Feánor in de Eerste Era; werden geraadpleegd in
- Minas Anor, Osgiliath, Minas Ithil, Orthanc, Amon Sûl, Annúminas en Mithlond;
- de laatste was van Elendil en kwam in bezit van Saruman.

Parth Galengrasveld aan de voet van de Amon Hen, waar het Gezelschap van de Ring uiteenvalt.
Pelargirhaven aan de monding van de Anduin.
Pelennorommuurde vlakte voor Minas Ithil.
Pepijn Toek>Peregrijn
Peregrijn "Pepijn" Toekzoon van Saradoc, neef van Merijn, vriend van Frodo; ridder van Gondor.
perianhalflingen, elfennaam voor Hobbits.
pijpkruidgalenas; rookwaar van de Hobbits; verbouwd sinds Tobald Hoornblazer in Langebroek.
Pony'sStybba (vr.Merijn), Slomper (van Bombadil), Willem (van Sam).
Prik (Sting)korte zwaard van Frodo; geschenk van Bilbo.

## R
Radagast de Bruinetovenaar uit Rhosgobel bij het Demsterwold; vriend van Gandalf.
Rath DinenStille Straat; gang in de Mindolluin naar het Huis der Doden.
Rauroswaterval in de Anduin, na Tol Brandir.
Ringwortelrivier uit de Witte Bergen, zijrivier van de Morthond.
RivendelImladris; woonplaats van Elrond aan de Bruinen/het Luidwater.
RohanCalenardhon;
- velden in Noord-Gondor;
- door Cirion geschonken aan Eorl de Jonge voor aandeel in Slag op Veld van de Celebrant.

Rohirrimcavaleristen uit Rohan.
Roherynpaard van Aragorn; naar Rohan gebracht door Elladen & Elrohir.
RoodhoornCaradhras/Barazinbar; boosaardige berg in het Nevelgebergte, boven de mijnen van Moria.
Roosje Katoen (Rosy Cotton)huwt Sam Gewissies.

## S
Sam Gewissies (Samwise Gamgee)zoon van Ham; tuinman van Frodo; vergezelt hem tot in de Doemberg.
Sammath Naur> Doemravijnen
Sarn Gebirstroomversnelling in de Anduin, voorbij Lórien.
Saruman de Wittehoofd der tovenaars; heer van Orthanc; regeert als Sjappie over de Gouw.
SauronBoze Oog/Zwarte Vorst van Mordor; knecht van Morgoth; smeder van de Ring.
Schaduwvacht (Shadowfax)paard van Gandalf, geschenk van Théoden.
Shagraten Gorbag; orks uit de Cirith Ungol.
Shathûr> Wolkenkop
Shelobreuzenspin uit de pas van Cirith Ungol; nazaat van Ungoliant.
ShirannonPoortstroom; rivier bij de Poort van Moria.
Silmarillenlichtgevende stenen, gemaakt door Feánor; één wordt gedragen door Eärendil.
Sindarinelfentaal.
Slomperpony van Tom Bombadil.
Sméagol (Gollem)
- rivierhobbit; neemt de Ring van zijn broer Déagol; verliest hem aan Bilbo;
- volgt Ring-Gezelschap vanaf Moria; gidst Frodo en Sam van Emyn Muil naar Mordor.

smielengangen der Hobbitholen.
Sneeuwbornrivier uit de Witte Bergen, vanaf de Sterkhorn door het Hargdal naar de Entwas.
Sneeuwmaanpaard van Théoden van Rohan.
SpiegelmeerKheled-zâram; in de Nevelbergen bij Moria; bewaarplaats van de kroon van Durin.
Stapper (Strider)> Aragorn
Steenwagendalverborgen weg naar Minas Tirith door het Druadenwoud.
Sterkhornberg in de Witte Bergen, bij Dunharg.
Stersteengeschenk van Arwen aan Frodo.
Stybbapony van Merijn in Rohan.

## T
talanboomvlet uit Lórien.
Ted Roothooftzoon van de molenaar uit Hobbitstee; collaborator van ‘Sjappie’ (Saruman).
TelcontarStapper; naam voor het huis van Elessar.
Tharkûndwergennaam voor Gandalf.
Théodenzoon van Thengel; koning van de Riddermark Rohan, heer van Edoras/Meduseld; sneuvelt op de Pelennor.
Théodredzoon van Théoden; 2e Maarschalk van Rohan; sneuvelt in moerassen bij de Isen.
Thingolvader van Lúthien; koning van het elfenwoud Doriath in Beleriand.
Thorín Eikenschild (Thorin Oakenshield)
- koning van de mijnen van Moria; zocht met twaalf dwergen naar dwergenschat in de Erebor;
- aanvoerder van het dwergenleger in de Slag der Vijf Legers.

Thranduilelfenkoning uit Noordelijke Demsterwold; aanvoerder van elfenleger in Slag der Vijf Legers.
Thrihyrneberg in de Witte Bergen, boven de Helmsdiepte.
Tol BrandirTindrots; eiland in het Nen Hitoel-meer, in de Anduin.
Tom BombadilForn/Orald/Iarwain Ben-adar; de 'oude vaderloze', heer van het Oude Woud.
Torenheuvelsbij de Grijze Havens, met drie elfentorens.
trollengrote orken; soldaten van Sauron.

## U
Udûn
- woonplaats van Morgoth.
- vlakte tussen As- en Schaduwbergen, ten noordwesten van Mordor.

Uglúkuruk-hai-kapitein in Parth Galen.
Umbarlandstreek der kapers in het Zuiderland.
uruk-hailange ork-soldaten van Saruman.

## V
Valandilzoon van Isildur; koning van Arnor.
ValarHoge Elfen uit Aman.
Valinorrijk der Hoge Elfen in Aman.
Van der Madenchampignonkweker bij de pont naar Bokland.
variagssoort orks/trollen uit Khand in het Zuiderland; vechten op de Pelennor.
Verre Duinentussen de Toren- en de Witte Heuvels; westgrens van de Gouw.
Vlam van Anor(Anor=Zon) > Gandalf
Vlam van Udûn(Udûn=Hel) > Balrog
Vlugstraaljonge Ent uit het woud Fangorn.
Vuurvoetpaard van Éomer van Rohan.

## W
wargenwolvegeesten; vallen aan bij de Poort van Moria.
Weertop (Weathertop)heuvel langs de Oosterweg met wachttoren Amon Sûl.
Wegen
- Noorderweg (Groeneweg): van de Grijsvloed naar de Noorderheuvels.
- Zuiderweg: van de Grijsvloed naar de Isen.
- Oosterweg: van de Gouw naar de Nevelbergen.
- Westerweg: van Gondor naar Rohan.

Westfoldvallei bij de Helmsdiepte.
Westrontaal van Midden-Aarde
WilderlandRhovanion; gebied ten oosten van de Anduin.
Wilgemanboosaardige wilg langs de Wilgewinde.
Wilgewindebeek in het Oude Woud; zijrivier van de Baranduin.
Willem (Bill)pony van Sam, gekocht van Willem Varentje; vergezelt hem tot aan de Poort van Moria.
Willem Varentjeboosaardige inwoner in Breeg; eigenaar van pony Willem.
Willie Witvoetburgemeester van de Gouw.
Windfolapaard van Dernhelm/Éowyn.
Witte Bergenbergketen tussen Rohan en Gondor.
Witte Boom> Nimloth
Witte Heuvelsin het westen van de Gouw, met de hoofdstad Grotedelft.
Witte Ruiter> Gandalf de Grijze
WolkenkopFanuidhol de Grijze/Bundushathûr; berg in het Nevelgebergte, boven de mijnen van Moria.
Wosenvolk uit het Drúadanwoud, verwanten van de Púkels uit Dunharg.

## Z
ZilverleiKibil-nâla/Celebrant; rivier uit de Nevelbergen; vanuit Spiegelmeer door Deemrildal en Lórien naar de Anduin.
ZilvertijnCelebdil de Witte/Zirak-zigil; berg in het Nevelgebergte, boven de mijnen van Moria.
Zirak-zigil> Zilvertijn
Zwaarden
- Narsil/Andúril (van Elendil/Aragorn) en Arglos (speer van Gil-Galad)
- Glamdring (van Gandalf)
- Guthwinë (van Éomer)
- Herugrim (van Théoden)
- Orcrist (van Thorín)
- Prik (van Bilbo/Frodo).